# 신지명사십리해수욕장

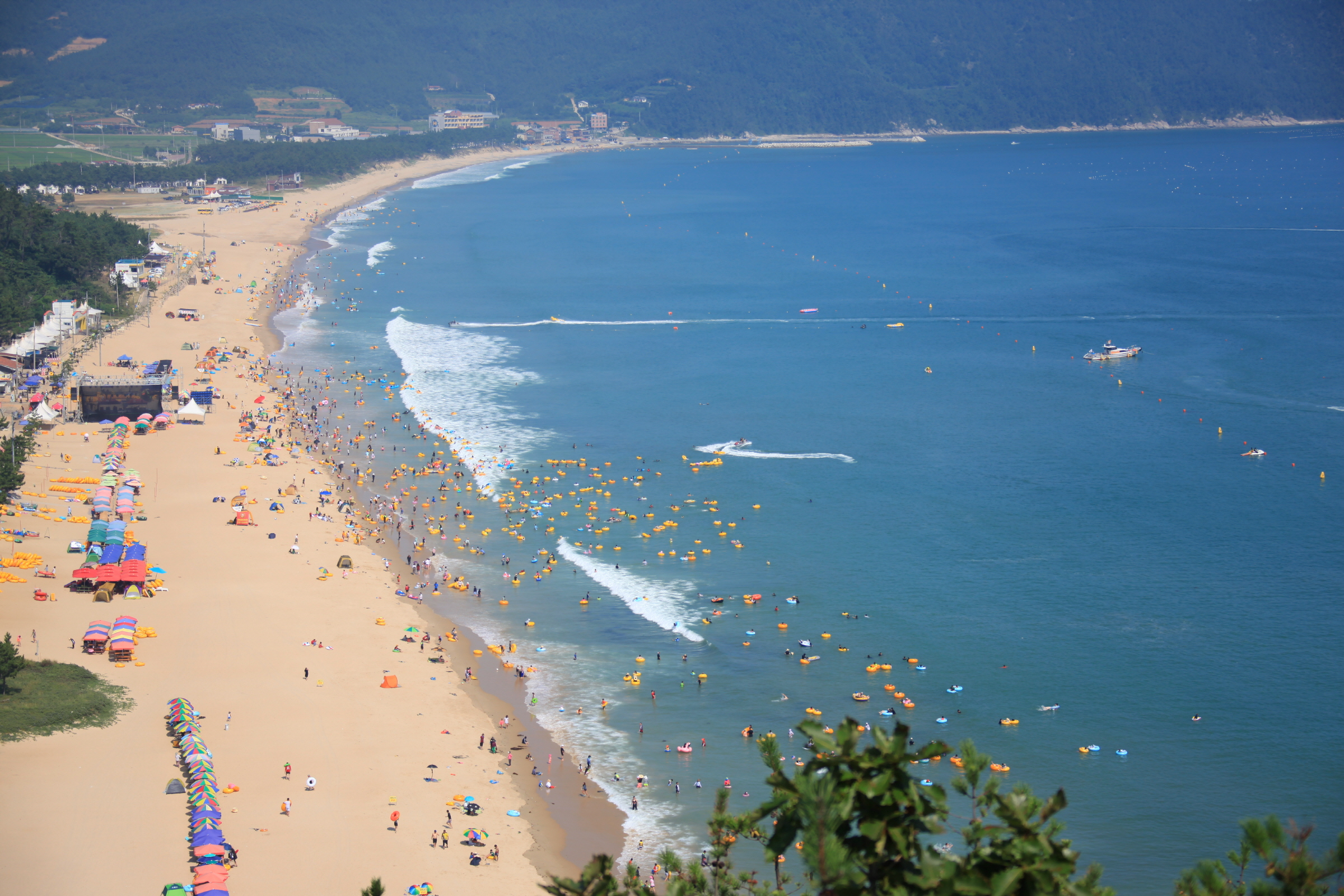
신지명사십리해수욕장

신지 명사십리해수욕장(薪智鳴沙十里海水浴場)은 전라남도 완도군 신지면 신리에 위치한 해수욕장이다. 모래사장의 총면적은 570,000m², 길이는 3.8km, 폭은 150m이다.

## 현황
남해안의 대표적인 해수욕장답게 해수에 포함된 미네랄 등 기능성 성분이 전국에서 가장 풍부하고 570,000m²의 광활한 은빛 백사장, 경사가 완만하고 넓은 울창한 송림 등 천혜의 자연환경을 가지고 있다. 특히 2005년 12월 완도와 신지도를 잇는 신지대교가 완공되어 교통이 더욱 편리해졌고, 대한민국 해수욕장중 유일하게 친환경 해변에만 부여되는 '파일럿 블루플래그' 인증을 획득했다.

## 같이 보기
- 대한민국의 해수욕장 목록 (가나다 순)
- 대한민국의 해수욕장 목록 (행정구역별)